# 中和南勢角出租套房縱火案
中和南勢角出租套房縱火案，又稱中和出租套房火警、中和劏房大火，發生在2017年11月22日20時37分於臺灣新北市中和區南勢角一處出租套房。起因為兇嫌李國輝與四樓住戶發生口角糾紛，為對其挾怨報復，將汽油潑灑在三、四樓之雜物間，並持打火機點燃火勢。是次火警波及2層樓共28間，導致9人罹難、2人輕微嗆傷、另有18人需安置。

## 關係人、背景與近因
案發地點位於臺灣新北市中和區南勢角，起火點鄰近號稱「緬甸街」的華新街，該地僑民多為东南亚歸國華僑，由泰緬孤軍、六二六排華暴動難民及其眷屬所組成，由於當時鄰近工廠且房價低廉，這些緬甸華人因而群居於此，範圍包括華新街、興南路一至二段、忠孝街等，當地居民稱物價相對便宜、毗鄰南勢角站而交通方便，以及文化環境等因素，故吸引不少外籍移工或在外縣市工作的人，當地違法改建的出租套房相當普遍。
此出租套房之房東為連秋香，案發當時56歲，其名下無房產，實際持有在新北市中和區、永和區、土城區等處出租套房。此案建物於1976年落成，2007年被檢舉違建，經勘查後認定係屬一般性違建（D類），連秋香在2015年以3900萬元新臺幣向劉姓房仲業者購入該建物，房產歸屬則登記於連秋香子女名下，每間套房、雅房租金約5000元新臺幣，2015年以3800萬元新臺幣購下公寓二至四樓，加上五樓頂樓加蓋凡4層樓、51間房，單間房間僅3坪大，其中四樓面積約40坪。由於屬木造建物、室內以易燃材料裝修、缺乏防火區隔、火載量高、逃生通道不足（結構呈中央單條走廊，起火點位於該建物唯一樓梯逃生口），再加上首位房東違法改建隔間與加蓋頂樓、空間狹小，引發煙囪效應。其中有眾多非法移工居住在內，出入相當複雜。據四、五樓承租戶之一的劉慶宗表示，屋內不得開伙。
此案兇嫌為李國輝，為緬甸籍華人，無業，濫用安非他命，案發當時49歲。新北市政府消防局稱，兇嫌曾因向友人討債未果，於2017年5月21日清晨持2罐汽油瓶，將繩索浸油後在華新街109巷一處民宅前縱火，6月21日凌晨再焚燒停放在此案現場附近騎樓的2輛摩托車，前二次未造成人員傷亡，先前被移送臺灣新北地方法院檢察署後，檢察官多次傳喚兇嫌未到，雖有陸續發出拘票，警方當時並未將其拘提到案。此案則為兇嫌第三度縱火，起因為兇嫌與四樓同鄉住戶胡進福發生口角糾紛，為對其挾怨報復，日前在加油站購買汽油後，將裝滿汽油的寶特瓶置於樓梯間，再於事發當晚將汽油潑灑在三、四樓之雜物間，並持打火機點燃火勢。兇嫌在犯案前曾經變裝，原先穿迷彩T恤、紅色背心，犯案後逃逸至一處民宅，竊取衣物變裝，被逮時則身穿粉紅色Polo衫。

## 經過
新北市政府消防局在11月22日20時37分接獲報案，救災救護指揮中心調度第五大隊、第七大隊共十個分隊、特種搜救大隊、緊急應變小組、緊急事件處理中心並啟動「大量傷病患機制」，一共派遣34部消防車、27輛救護車，以及178名消防隊員前往救援，於20時42分到場搶救。其中四樓一名住戶在窗邊不斷呼救，並將個人用品及家具向外扔，甚至一度作勢跳落。火勢約於21時02分獲得控制，12分鐘後完全撲滅，消防人員亦及時架梯將其救出。據勘查結果顯示，三樓5間套房燃燒面機約15坪，四樓14間套房燃燒面積約25坪，佔該樓層面積62.5%，五樓14間套房則遭濃煙燻黑。
火勢波及2層樓共28間套房，消防人員在四樓後側清理火場時發現2具焦屍，其中一人在走道、另一人則在最後側被發現，經連日DNA比對，以及新北市政府警察局、新北市政府勞工局等單位聯繫後，確認其中一人即與兇嫌日前發生口角糾紛的胡進福。有7名重傷者救出時已到院前死亡，死因多為吸入性嗆傷導致呼吸衰竭，2人輕微嗆傷，另有14戶一共18人則被中和區公所安置於景新街宏仁旅館。

## 後續
時任新北市市長朱立倫獲悉此案後，當晚前往現場慰問消防隊員，並瞭解火警搶救狀況、聽取善後處理措施。據聞有9名受害者分送至雙和醫院、臺北慈濟醫院、新店及永和耕莘醫院等，上述醫院派駐社工協助傷亡者家屬善後，並提供後續必要協助。另外1、2樓受害住戶則由中和區公所安置於附近旅社，至多安置5日。副市長侯友宜於23日上午召集相關單位緊急會議，要求警方加強執行「清樓專案」，並表示應針對租予學生、外籍勞工、低收入戶及出入複雜的住宅進行清查，清查重點包含消防安全設備及公安問題，遇有非法情形則報請公安小組依法進行後續處置；有關慰助部分，除罹難者及傷者各先發慰問金每人新臺幣1萬元及5千元新臺幣之外，並給予每位罹難者家屬20萬元新臺幣，外籍移工部分則另給予家屬10萬元新臺幣，所有喪葬費用由新北市政府全力負擔。之後，朱立倫及侯友宜在11月23日中午、12月1日上午前往板橋殯儀館慰問罹難者家屬，侯友宜指示社會局及民政局殯葬處，全力協助完成，並表示將對另外2名印度尼西亚籍罹難者，透過駐台北印尼經濟貿易代表處全力協助大體運回印尼安葬。當區慈濟基金會志工接獲消息後亦前往現場勘查，準備點心、麵包慰問警消人員，並和里長、居民互動了解現場情況，23日上午至安置所及醫院探視受害者，提供急難祝福金。
警方在接獲獲報後，立即成立專案小組，侯友宜認為此案非屬電線走火意外，且火場內牆壁面全是煙燻黑灰，初步研判起火點不在房間，並質疑是否屬於人為縱火，要求警方立即清查監視器畫面，警方後於23日凌晨3時在華新街、興南路二段路口逮捕李國輝，事後兇嫌謊辯是為車加油而購買汽油，而警方則查出實際其未持有車輛，檢方在當晚依公共危險罪以及殺人罪移送臺灣新北地方法院檢察署，訊後當晚向法院聲請羈押，臺灣新北地方法院則於24日凌晨裁准收押兇嫌。房東連秋香則被檢警依公共危險及業務過失致死罪嫌，23日下午移送至新北地檢署複訊，當晚檢察官訊後諭令以5萬元新臺幣交保，24日上午會同土木、結構技師返回火場勘查，並遭工務局處以30萬元新臺幣罰鍰，移請司法單位查扣資產。連秋香後經臺灣新北地方法院依過失致死罪判處有期徒刑二年，經上訴後臺灣高等法院二審改判有期徒刑一年十月，後最高法院三審駁回上訴，連秋香部分處有期徒刑一年十月定讞。
由於此案，新北市政府接獲多通違建檢舉電話，拆除大隊統計自23日到24日晚間，凡接獲194件投訴檢舉，方式自電話至電子郵件皆有，工務局宣布將自12月8日起，強力執行拆除列管中的205件頂樓違建，在拆除大隊持續稽查下，部份屋主已自行拆除違建物，列管案件仍尚餘124宗。拆除首日，首宗處理案件為與此案同樣位於中和區南勢角周邊的景新街387-3號、389-3號頂樓違建（宏仁旅館樓頂）。同日，立法委員林俊憲表示將提案修正《建築法》相關法規，建立「吹哨人條款」，將法規內對於違建所開罰之6萬至30萬元新臺幣罰鍰，轉為檢舉獎金，鼓勵房客勇於檢舉不安全的租屋環境，給予適當獎勵與保障。

## 審判
- 2018年6月7日，臺灣新北地方法院一審依殺人罪處李國輝死刑，褫奪公權終身[46]。
- 2019年5月14日，台灣高等法院二審撤銷原判決，仍依殺人罪處李國輝死刑，褫奪公權終身[47]。
- 2019年7月31日，最高法院三審撤銷原判決，發回台灣高等法院更為審理[48]。
- 2020年3月31日，臺灣高等法院更一審仍撤銷原判決，依殺人罪處李國輝死刑，褫奪公權終身[49]。
- 2020年7月23日，最高法院第二次三審仍撤銷二審判決，發回台灣高等法院更為審理[50]。
- 2021年4月14日，臺灣高等法院更二審仍撤銷一審判決，依殺人罪處李國輝死刑，褫奪公權終身[51]。
- 2021年12月23日，最高法院第三次三審仍撤銷二審判決，發回台灣高等法院更為審理[52]。

## 另見
- 自強保齡球館——同樣發生於新北市中和區的重大火警
- 蘆洲大囍市社區火災
- 閣騰公寓大廈火災
- 撫遠街樓房爆炸大火
- 馬頭圍道三級火
- 2011年花園街排檔大火
- 北京大興「11·18」火災